# Hersham and Walton Motors
Pour les articles homonymes, voir HWM.
Hersham and Walton Motors (HWM) était un constructeur britannique de voitures de courses en activité au début des années 1950.

## Historique

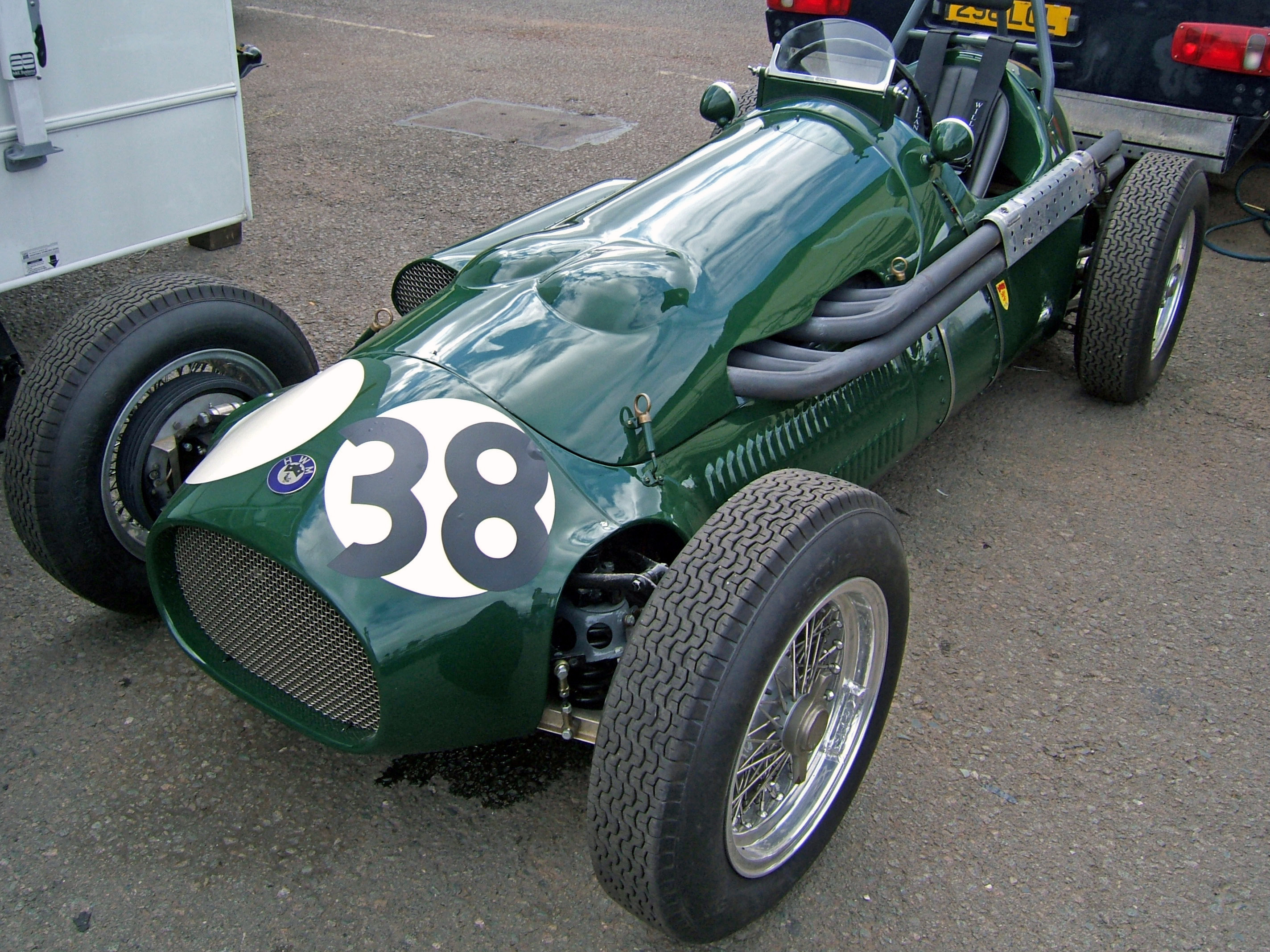
Une voiture de Formule 1 HWM de 1953 photographiée à Donington en 2007

HWM est surtout connue pour son engagement en Formule 1 entre 1951 et 1955, période au cours de laquelle l'écurie disputa 14 Grand Prix de Formule 1 et fit débuter des pilotes tels que Stirling Moss, Peter Collins ou Paul Frère.
Les propriétaires de l'écurie, eux-mêmes pilotes, étaient George Abecassis et John Heath. Ils lancèrent leur écurie de course en 1946 et construisirent une voiture, motorisée par Alta, qu'ils appelèrent « HWM » en raison de la localisation de leur garage, basé à Walton-on-Thames, en Angleterre.
L'écurie HWM disputa son premier Grand Prix le 27 mai 1951 à l'occasion du GP de Suisse sur le circuit de Bremgarten. Stirling Moss se classa 8e, à deux tours du vainqueur, l'Argentin Juan Manuel Fangio (Alfa Romeo), tandis que George Abecassis fut contraint à l'abandon au 23e tour à la suite d'ennuis mécaniques.
Elle obtint son meilleur classement en course, une 5e place, grâce à Paul Frere, lors du GP de Belgique 1952 disputé sur le circuit de Spa-Francorchamps et sa meilleure qualification, une 6e place sur la grille, grâce à Peter Collins à l'occasion du GP de Suisse 1952 couru sur le circuit de Bremgarten.
En dehors de la Formule 1, l'écurie prit part à d'autres compétitions automobiles. Mais la mort de John Heath lors de la course des Mille Miglia 1956 en Italie, amena Abecassis à dissoudre l'écurie peu de temps après.
L'entreprise Hersham and Walton Motors est aujourd'hui concessionnaire Alfa Romeo et Aston Martin.

## Résultats en championnat du monde de Formule 1
| Saison | Écurie    | Châssis | Moteur            | Pneus  | Pilotes | Grands Prix disputés | Points inscrits | Classement |
| ------ | --------- | ------- | ----------------- | ------ | --- | -------------------- | --------------- | ---------- |
| 1951   | HW Motors | HWM 51  | Alta L4 compressé | Dunlop | George Abecassis Stirling Moss | 1                    | 0               | -          |
| 1952   | HW Motors | HWM 52  | Alta L4           | Dunlop | George Abecassis Peter Collins Lance Macklin Stirling Moss Paul Frère Roger Laurent Yves Giraud-Cabantous Duncan Hamilton Johnny Claes Dries van der Lof | 6                    | 1               | -          |
| 1953   | HW Motors | HWM 53  | Alta L4           | Dunlop | Peter Collins Lance Macklin Paul Frère Yves Giraud-Cabantous Duncan Hamilton Jack Fairman Albert Scherrer John Fitch                                     | 6                    | 0               | -          |
| 1954   | HW Motors | HWM 53  | Alta L4           | Dunlop | Lance Macklin | 1                    | 0               | -          |

| Saison        | Écurie    | Châssis | Moteur            | Pneumatiques | Pilotes               | Courses | Courses | Courses | Courses | Courses | Courses | Courses | Courses | Courses | Points inscrits | Classement |
| Saison        | Écurie    | Châssis | Moteur            | Pneumatiques | Pilotes               | 1       | 2       | 3       | 4       | 5       | 6       | 7       | 8       | 9       | Points inscrits | Classement |
| ------------- | --------- | ------- | ----------------- | ------------ | --------------------- | ------- | ------- | ------- | ------- | ------- | ------- | ------- | ------- | ------- | --------------- | ---------- |
| 1951          | HW Motors | HWM 51  | Alta L4 compressé | Dunlop       |                       | SUI     | 500     | BEL     | FRA     | GBR     | ALL     | ITA     | ESP     |         | -               | -          |
| 1951          | HW Motors | HWM 51  | Alta L4 compressé | Dunlop       | George Abecassis      | Abd     |         |         |         |         |         |         |         |         | -               | -          |
| 1951          | HW Motors | HWM 51  | Alta L4 compressé | Dunlop       | Stirling Moss         | 8e      |         |         |         |         |         |         |         |         | -               | -          |
| 1952          | HW Motors | HWM 52  | Alta L4           | Dunlop       |                       | SUI     | 500     | BEL     | FRA     | GBR     | ALL     | P-B     | ITA     |         | -               | -          |
| 1952          | HW Motors | HWM 52  | Alta L4           | Dunlop       | George Abecassis      | Abd     |         |         |         |         |         |         |         |         | -               | -          |
| 1952          | HW Motors | HWM 52  | Alta L4           | Dunlop       | Peter Collins         | Abd     |         | Abd     | 6e      | Abd     | Np      |         | Nq      |         | -               | -          |
| 1952          | HW Motors | HWM 52  | Alta L4           | Dunlop       | Lance Macklin         | Abd     |         | 11e     | 9e      | 15e     |         | 8e      | Nq      |         | -               | -          |
| 1952          | HW Motors | HWM 52  | Alta L4           | Dunlop       | Stirling Moss         | Abd     |         |         |         |         |         |         |         |         | -               | -          |
| 1952          | HW Motors | HWM 52  | Alta L4           | Dunlop       | Paul Frère            |         |         | 5e      |         |         | Abd     |         |         |         | -               | -          |
| 1952          | HW Motors | HWM 52  | Alta L4           | Dunlop       | Roger Laurent         |         |         | 12e     |         |         |         |         |         |         | -               | -          |
| 1952          | HW Motors | HWM 52  | Alta L4           | Dunlop       | Yves Giraud-Cabantous |         |         |         | 10e     |         |         |         |         |         | -               | -          |
| 1952          | HW Motors | HWM 52  | Alta L4           | Dunlop       | Duncan Hamilton       |         |         |         |         | Abd     |         | 7e      |         |         | -               | -          |
| 1952          | HW Motors | HWM 52  | Alta L4           | Dunlop       | Johnny Claes          |         |         |         |         |         | 10e     |         |         |         | -               | -          |
| 1952          | HW Motors | HWM 52  | Alta L4           | Dunlop       | Dries van der Lof     |         |         |         |         |         |         | Nc      |         |         | -               | -          |
| 1953          | HW Motors | HWM 53  | Alta L4           | Dunlop       |                       | ARG     | 500     | P-B     | BEL     | FRA     | GBR     | ALL     | SUI     | ITA     | -               | -          |
| 1953          | HW Motors | HWM 53  | Alta L4           | Dunlop       | Peter Collins         |         |         | 8e      | Abd     | 13e     | Abd     |         |         |         | -               | -          |
| 1953          | HW Motors | HWM 53  | Alta L4           | Dunlop       | Lance Macklin         |         |         | Abd     | Abd     | Abd     | Abd     |         | Abd     | Abd     | -               | -          |
| 1953          | HW Motors | HWM 53  | Alta L4           | Dunlop       | Paul Frère            |         |         |         | 10e     |         |         |         | Abd     |         | -               | -          |
| 1953          | HW Motors | HWM 53  | Alta L4           | Dunlop       | Yves Giraud-Cabantous |         |         |         |         | 14e     |         |         |         | 15e     | -               | -          |
| 1953          | HW Motors | HWM 53  | Alta L4           | Dunlop       | Duncan Hamilton       |         |         |         |         |         | Abd     |         |         |         | -               | -          |
| 1953          | HW Motors | HWM 53  | Alta L4           | Dunlop       | Jack Fairman          |         |         |         |         |         | Abd     |         |         |         | -               | -          |
| 1953          | HW Motors | HWM 53  | Alta L4           | Dunlop       | Albert Scherrer       |         |         |         |         |         |         |         | Nc      |         | -               | -          |
| 1953          | HW Motors | HWM 53  | Alta L4           | Dunlop       | John Fitch            |         |         |         |         |         |         |         |         | Abd     | -               | -          |
| 1954          | HW Motors | HWM 53  | Alta L4           | Dunlop       |                       | ARG     | 500     | BEL     | FRA     | GBR     | ALL     | SUI     | ITA     | ESP     | -               | -          |
| 1954          | HW Motors | HWM 53  | Alta L4           | Dunlop       | Lance Macklin         |         |         |         | Abd     |         |         |         |         |         | -               | -          |
| Légende : ici |           |         |                   |              |                       |         |         |         |         |         |         |         |         |         |                 |            |

| Saison | Écurie        | Châssis       | Moteur  | Pneus  | Pilotes       | Grands Prix disputés |
| ------ | ------------- | ------------- | ------- | ------ | ------------- | -------------------- |
| 1952   | Tony Gaze     | HWM 51 HWM 52 | Alta L4 | Dunlop | Tony Gaze     | 4                    |
| 1955   | Ted Whiteaway | HWM 53        | Alta L4 | Dunlop | Ted Whiteaway | 1                    |

## Sources
- (en) Cet article est partiellement ou en totalité issu de l’article de Wikipédia en anglais intitulé « Hersham and Walton Motors » (voir la liste des auteurs).